# Брэбем, Дэвид
Дэ́вид Брэ́бем (англ. David Brabham, 5 сентября 1965, Лондон) — австралийский автогонщик, участник чемпионата мира по автогонкам в классе Формула-1. Чемпион британской Формулы-3 1989 года, победитель 24 часов Ле-Мана (2009). Младший сын трёхкратного чемпиона Формулы-1 Джека Брэбема.

## Биография
В середине 1980-х годов выступал в различных австралийских гоночных чемпионатах. В 1988 году переехал в Европу и принял участие в чемпионате Формулы-Воксхолл, в 1989 году стал чемпионом британской Формулы-3 и выиграл Гран-при Макао. На следующий год, в сезоне 1990, дебютировал в Формуле-1 в команде Brabham, очков не набрал, в половине гонок не прошёл квалификацию, за весь сезон лишь один раз добрался до финиша на 15-м месте. В 1992 году ушёл в чемпионат спортивных автомобилей, одержал одну победу. Вернулся в Формулу-1 в 1994 году в команде Simtek, вновь не набрал очков в сезоне, после чего в 1995 году перешёл в гонки кузовных автомобилей. В 1996 году выиграл японский чемпионат GT на автомобиле McLaren F1 GTR. С 1999 года участвует в гонках серии ALMS. В 2009 году стал победителем гонки «24 часа Ле-Мана» и чемпионом ALMS в классе LMP1.

## Результаты гонок в Формуле-1
| Легенда к таблице |                                                                    |
| --- | ------------------------------------------------------------------ |
| В таблице перечислены результаты всех Гран-при Формулы-1, в которых принимал участие гонщик. Строками таблицы являются сезоны, столбцами — этапы чемпионата мира. В каждой клетке указаны сокращённое название этапа и результат, дополнительно обозначенный цветом. Расшифровка обозначений и цветов представлена в нижеследующей таблице. |                                                                    |
| \| Пример \| Описание \| \| ------------ \| ------------------------------------------------------------------ \| \| 1 \| Победитель \| \| 2 \| Второе место \| \| 3 \| Третье место \| \| 5 \| Финишировал, заработав очки \| \| Сход \| Не финишировал, но при этом заработал очки \| \| 12 \| Финишировал, не получив очков \| \| НКЛ \| Финишировал, но не попал в финальную классификацию \| \| 15 \| Участвовал вне зачёта, либо по отдельной классификации \| \| 18 \| Не финишировал, но попал в финальную классификацию \| \| Сход \| Не финишировал \| \| НКВ \| Не прошёл квалификацию \| \| НПКВ \| Не прошёл предквалификацию \| \| ДСК \| Дисквалифицирован \| \| ИСК \| Исключён из протокола соревнований \| \| ТТ \| Заявлен для участия только в тренировках \| \| НС \| Участвовал в квалификации, но не стартовал в гонке \| \| Т \| Травмирован или болен \| \| ОТК \| Отказ от участия \| \| НТР \| Прибыл на соревнования, но на трассу не выезжал \| \| НПР \| Был заявлен в числе участников, но не прибыл к началу соревнований \| \| О \| Соревнования отменены \| \| \| Не участвовал \| \| Поул-позиция \| \| \| Быстрый круг \| \| |                                                                    |
| Пример | Описание                                                           |
| 1 | Победитель                                                         |
| 2 | Второе место                                                       |
| 3 | Третье место                                                       |
| 5 | Финишировал, заработав очки                                        |
| Сход | Не финишировал, но при этом заработал очки                         |
| 12 | Финишировал, не получив очков                                      |
| НКЛ | Финишировал, но не попал в финальную классификацию                 |
| 15 | Участвовал вне зачёта, либо по отдельной классификации             |
| 18 | Не финишировал, но попал в финальную классификацию                 |
| Сход | Не финишировал                                                     |
| НКВ | Не прошёл квалификацию                                             |
| НПКВ | Не прошёл предквалификацию                                         |
| ДСК | Дисквалифицирован                                                  |
| ИСК | Исключён из протокола соревнований                                 |
| ТТ | Заявлен для участия только в тренировках                           |
| НС | Участвовал в квалификации, но не стартовал в гонке                 |
| Т | Травмирован или болен                                              |
| ОТК | Отказ от участия                                                   |
| НТР | Прибыл на соревнования, но на трассу не выезжал                    |
| НПР | Был заявлен в числе участников, но не прибыл к началу соревнований |
| О | Соревнования отменены                                              |
| | Не участвовал                                                      |
| Поул-позиция |                                                                    |
| Быстрый круг |                                                                    |

| Сезон | Команда                   | Шасси        | Двигатель                | Ш | 1      | 2        | 3        | 4        | 5       | 6        | 7        | 8       | 9        | 10      | 11       | 12       | 13       | 14       | 15       | 16       | Место | Очки |
| ----- | ------------------------- | ------------ | ------------------------ | - | ------ | -------- | -------- | -------- | ------- | -------- | -------- | ------- | -------- | ------- | -------- | -------- | -------- | -------- | -------- | -------- | ----- | ---- |
| 1990  | Motor Racing Developments | Brabham BT59 | Judd EV 3,5 V8           | P | США    | БРА      | САН НКВ  | МОН Сход | КАН НКВ | МЕК Сход | ФРА 15   | ВЕЛ НКВ | ГЕР Сход | ВЕН НКВ | БЕЛ Сход | ИТА НКВ  | ПОР Сход | ИСП НКВ  | ЯПО Сход | АВС Сход | —     | 0    |
| 1994  | MTV Simtek Ford           | Simtek S941  | Ford Cosworth HB6 3,5 V8 | G | БРА 12 | ТИХ Сход | САН Сход | МОН Сход | ИСП 10  | КАН 14   | ФРА Сход | ВЕЛ 15  | ГЕР Сход | ВЕН 11  | БЕЛ Сход | ИТА Сход | ПОР Сход | ЕВР Сход | ЯПО 12   | АВС Сход | —     | 0    |